# Ski or Die
Ski or Die er et DOS-spil fra 1990, som er udgivet af Electronic Arts. Spillet er efterfølgeren til Skate or Die.
Man styrer en skiløber, som skal konkurrere i forskellige vintersportsdiscipliner. Man kan snowboarde, hoppe skihop, skyde med snebolde med mere.
| computerspil | Spire Denne computerspilsrelaterede artikel er en spire som bør udbygges. Du er velkommen til at hjælpe Wikipedia ved at udvide den. |